# Karl Olov Hedberg
Karl Olov Hedberg (Västerås, 19 de octubre de 1923 - Estocolmo, 1 de mayo 2007) fue un botánico, taxónomo y escritor sueco.

## Biografía
Hedberg fue profesor de botánica sistemática en la Universidad de Upsala de 1970 a 1989y editor de la Flora de Etiopía; habiendo actualizado el manuscrito de Umbelliferae, preparado por Vernon Heywood, Stephen Jury y otros.
Hedberg fue pionero en el conocimiento científico de la vegetación afroalpina. El conocimiento actual de este biosistema se debe en gran medida a la investigación que él y su esposa Inga, también botánica, realizaron en las montañas Rwenzori y otras altas montañas de África Oriental. Sus descubrimientos innovadores se basaron en el trabajo de campo sistemático realizado a finales de la década de 1940. Su obra Features of Afroalpine Plant Ecology [Características de la ecología vegetal afroalpina] sigue siendo un hito en la investigación ecológica alpina ecuatorial hasta la actualidad.
Los problemas de la formación de especies en los macizos montañosos aislados del África Oriental fueron parte central de las investigaciones de Hedberg, aunque también escribió extensamente sobre la flora nórdica y ártica.
Fue destacado miembro de la British Mycological Society y fue elegido en 1981 miembro de la Real Academia de las Ciencias de Suecia.
Contribuyó a los herbarios de Natural History Museum (BM), Jardín Botánico Nacional de Bélgica (BR), National Museums of Kenya (herbario de África oriental), Herbario Nacional de Etiopía, Royal Botanic Gardens de Kew (K), Muséum National d'Histoire Naturelle (P) y el Museo Sueco de Historia Natural: Dto. de Botánica Fanerogámica (S).Fue considerado un importantísimo recolector de las secciones de botánica del Museo de la Evolución en la Universidad de Upsala habiendo contribuido a la parte de las fanerógamas del museo.

## Honores
- La abreviatura «Hedberg» se emplea para indicar a Karl Olov Hedberg como autoridad en la descripción y clasificación científica de los vegetales.[8]